# Грушки (Житомирская область)
Грушки (укр. Грушки) — село на Украине, основано в 1795 году, находится в Хорошевском районе Житомирской области.
Население по переписи 2001 года составляет 414 человек. Почтовый индекс — 12142. Телефонный код — 4145. Занимает площадь 18 км².

## История
В 1946 году указом ПВС УССР село Колония-Грушки переименовано в Грушки.

## Адрес местного совета
12142, Житомирская область, Хорошевский р-н, с. Грушки, ул. Шевченко, 1а, тел.: 74-2-42